# حلیمه یعقوب
حلیمه بنت یعقوب (به جاوه‌ای: حاليمه بنت ياچوب) (زادهٔ ۲۳ اوت ۱۹۵۴)، یک سیاستمدار و وکیل اهل سنگاپور است که از سال ٢٠١٧ تا ۲۰۲۳ به عنوان هشتمین رئیس‌جمهور سنگاپور خدمت کرده است. او نخستین رئیس‌جمهور زن در تاریخ سنگاپور است.
او به عنوان یکی از اعضای حزب حاکم «حزب اقدام مردم» (PAP) قبلاً نهمین رئیس مجلس این کشور بود. او پس از عبدالله تارموگی و مایکل پالمر، سومین رئیس مجلس متوالی متعلق به اقلیت مالایی و مسلمان در سنگاپور است. او همچنین در وزارت توسعه جامعه، ورزش و جوانان از سال ۲۰۱۱ تا ۲۰۱۳ کار می‌کرد. در ۱۳ سپتامبر ۲۰۱۷ وی در یک انتخابات بی‌رقیب به ریاست‌جمهوری سنگاپور برگزیده شد.